# نظير السمت

رسم بياني يوضح العلاقة بين النظير وسمت الرأس وأنواع مختلفة من الآفاق. لاحظ أن النظير هو عكس سمت الرأس.

نظير السَّمت أو سمت القدم أو سمت الرجل أو نقطة القدم، وتُعرف اسم النظير اختصارًا، هي النقطة التي تبعد عن سمت الرأس بزاوية قدرها 180º، أي النقطة الممتدة عموديا من تحت قدمي الراصد بحيث تمر في مركز الكرة الأرضية باتجاه الفضاء الخارجي.

### معلومات الكتب الكاملة
- ألفريد فايجرت؛ هلموت تسمرمان (1990). الموسوعة الفلكية. ترجمة: عبد القوي عياد. مراجعة: محمد جمال الدين الفندي. القاهرة: دار الكتب والوثائق القومية. ISBN:978-977-01-2341-6. OCLC:929655791. QID:Q123996630.